# Mayer Amschel Rothschild
Mayer Amschel Rothschild (23. ledna 1744 – 19. září 1812) byl zakladatel bankovního domu a židovské dynastie Rothschildů, která se postupně stala jednou z nejúspěšnějších rodin v historii. V roce 2005 byl zařazen na 7. místo žebříčku dvaceti nejvlivnějších podnikatelů všech dob časopisu Forbes.

## Biografie
Narodil se jako Mayer Amschel Bauer dne 23. ledna 1744 ve Frankfurtu nad Mohanem, jeho otec, zlatník, lichvář a směnárník Mojžíš – Moses Amschel Bauer změnil jeho příjmení na Rothschild – rotter schild, červený štít – s odkazem na oficiální logotyp rodinného podniku (na počest východních Židů), bank a zastaváren.
Základ Rothschildova majetku pocházel z obchodu s lankrabětem Vilémem Hesenským. Vilém zdědil údajně jeden z největších majetků v Evropě, ale při správě tohoto majetku nakonec podstatně závisel na Mayerovi.

## Smrt
Mayer Amschel Bauer-Rothschild zemřel ve Frankfurtu nad Mohanem (Německo) dne 19. září 1812 a byl pohřben na Battonnstrasse hřbitově ve Frankfurtu.

## Spekulace
V knize Vzestup francouzských Rothschildů (str. 26) (V originále The Rise of the French Rothschild) autorka Anka Muhlsteinová vypráví, že Mayer Amschel vybral pro své syny manželky výhradně ze zámožných a vlivných rodin. Stejně tak se i jeho dcery vdávaly za dobře postavené a uznávané bankéře. Všechny rothschildovské rodiny zachovávaly obyčej knížecích domů; uzavíraly sňatky mezi svými příslušníky. Synové Mayera Amschla prosluli jako „pět Frankfurťanů“ – stali se z nich státní bankéři pěti evropských zemí.

## Fotogalerie

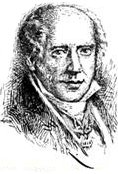
Mayer Amschel Rothschild
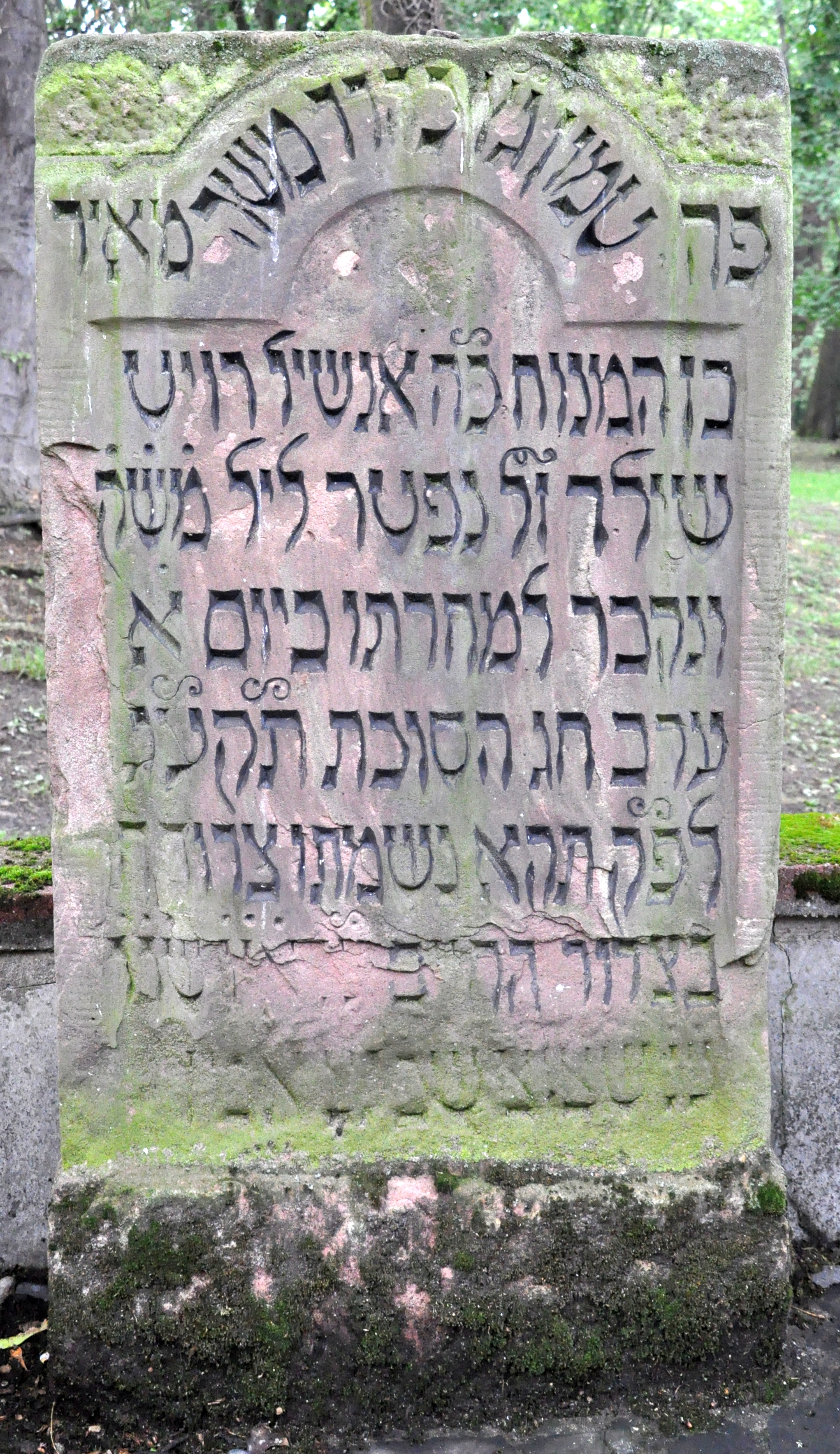
Hrob Mayera Amschela Rothschilda